# Franqueville (Eure)
Franqueville is een gemeente in het Franse departement Eure (regio Normandië) en telt 260 inwoners (2005). De plaats maakt deel uit van het arrondissement Bernay.

## Geografie
De oppervlakte van Franqueville bedraagt 3,0 km², de bevolkingsdichtheid is 86,7 inwoners per km².
De onderstaande kaart toont de ligging van Franqueville (Eure) met de belangrijkste infrastructuur en aangrenzende gemeenten.

## Demografie
Onderstaande figuur toont het verloop van het inwonertal (bron: INSEE-tellingen).